# Samolus
- Commons
- Wikispecies

Samolus L. é um género botânico pertencente à família Theophrastaceae.

## Espécies
- Samolus cinerascens
- Samolus dichondrifolius
- Samolus ebracteatus
- Samolus junceus
- Samolus porosus
- Samolus pyrolifolius
- Samolus repens
- Samolus spathulatus
- Samolus subnudicaulis
- Samolus vagans
- Samolus valerandi

## Classificação do gênero
| Sistema | Classificação                      | Referência               |
| ------- | ---------------------------------- | ------------------------ |
| Linné   | Classe Pentandria, ordem Monogynia | Species plantarum (1753) |